# Dietro il sipario
Dietro il sipario (Der Vorhang fällt) è un film del 1939 diretto da Georg Jacoby.

## Produzione
Il film venne girato con il titolo di lavorazione Schuß im Rampenlicht.

### Musica
Il compositore Franz Grothe scrisse per il film alcune canzoni:
- Man kann seinHerz nur einmal verschenken
- Warum bin ich denn bloß kein Torero
- Vorbei, vorbei

I numeri musicali vennero affidati alla coreografa Sabine Ress.

## Distribuzione
Distribuito dall'UFA-Filmverleih, uscì nelle sale cinematografiche tedesche il 13 luglio 1939. In Finlandia, il film fu distribuito con il titolo Esirippu putoaa il 19 novembre 1939 e in Danimarca, come Skuddet i rampelyset, uscì il 26 agosto 1940.